# Menu (spisested)
 For alternative betydninger, se Menu. (Se også artikler, som begynder med Menu)
En menu er en liste med  mad og drikke, som et spisested som en restaurant tilbyder. I nogle lande skal menuen med priser vises ved indgangen. Spisestedet viser gerne menuen på hjemmesiden. 
Ved siden af det faste menukort - à la carte - tilbydes ofte en flerretters menu og dagens ret. Menuen viser normalt priser.
Menuen kan også stå på en vægtavle eller være skrevet på et kort, der ligger på bordene eller gives til gæsterne, når de har sat sig til bords. 

En menu kan også være en madseddel ved private selskaber. Og en speciel menu til kvinder på luksusrestauranter. I ingen af tilfældene opgives priser. 